# Ou filat
L'ou filat és un menjar dolç fet amb ous (principalment rovells), estirats en forma de fils prims i bullit en xarop de sucre. Són un element tradicional a la cuina portuguesa i brasilera, on es coneixen com fios de ovos, i s'utilitza sovint en farciments, decoració de pastissos i altres postres i acompanyaments per a plats dolços; al Brasil també s'utilitzen com a acompanyament en plats salats, sovint servits amb fruites en conserva al costat del gall dindi de Nadal. La preparació es coneix també en la gastronomia d'altres països, com al Japó (on se serveixen en forma de wagashi, rotllos de postres), Cambodja, Malàisia, Tailàndia, a la regió índia de Kerala i a l'estat espanyol.
Igual que altres dolços portuguesos a base d'ous, es creu que les monges portugueses van crear l'ou filat (fios d'ovos) cap al segle xiv o XV. La bugaderia era un servei habitual realitzat per convents i monestirs, i el seu ús de clares d'ou per a "emmidonar" la roba creava un gran excés de rovells. La recepta probablement la van portar al Japó i Tailàndia els exploradors portuguesos entre els segles xvi i xviii.
A Tailàndia rep el nom de foi thong, a causa de les seves tires fines i llargues i de ser brillant com la seda. Va ser-hi introduït des de Portugal per Maria Guyomar de Pinha, de vegades considerada la reina de les postres tailandeses. A Tailàndia l'ou filat es considera unes postres fines, i se serveix com a postres en cerimònies propícies.
Keiran somen és el nom com se'l coneix al Japó. Les postres són un dels nanbangashi, que són postres introduïdes des de Portugal durant el comerç de Nanban. Es va fabricar per primera vegada fa 342 anys; el restaurant Matsuyariemon ha produït el seu propi keiran somen durant 13 generacions, i la recepta ha estat un secret exhaustivament guardat transmès d'una generació a l'altra. Aquest keiran somen es va tallar en trossos de la mida d'una mossegada i es va embolicar amb una tira d'alga, anomenada keiran somen tabane. El líder de la 12a generació de Matsuyariemon va idear aquest concepte de les postres senzilles de menjar i la forma bonica perfecta per al chanoyu (cerimònia del te japonesa).
Als Països Catalans s'utilitza tant per a postres com per a plats salats, i també en la presentació al plat o l'acompanyament d'embotits, entremesos (especialment el salmó fumat) i plats de Nadal.